# Gojcieniszki
Gojcieniszki, Goycieniszki, Goydzieniszky (Gojdzieniszki), Hajciuniszki (biał. Гайцюнішкі, Hajciuniški, lit. Gaičiūniškės) – wieś na Białorusi w obwodzie grodzieńskim, w rejonie werenowskim, 45 km na południe od Wilna, nad rzeką Żyżmą (dorzecze Niemna), ok. 5 km na wschód od Bieniakoni. 

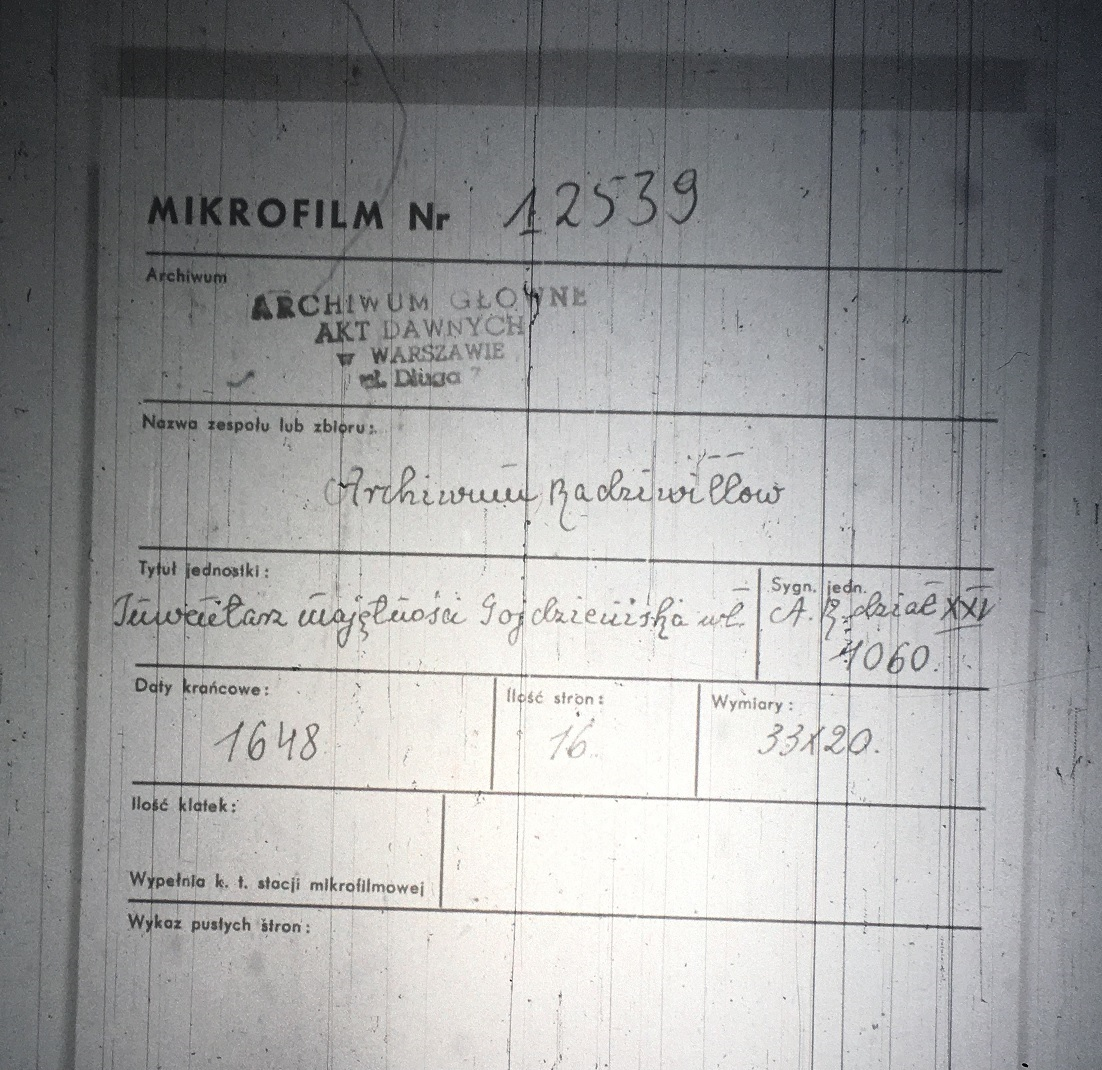
Archiwum Główne Akt Dawnych w Warszawie. Archiwum Radziwiłłów. Akta archiwalne spisu inwentarza majątku Gojdzieniszki z 1648 roku.

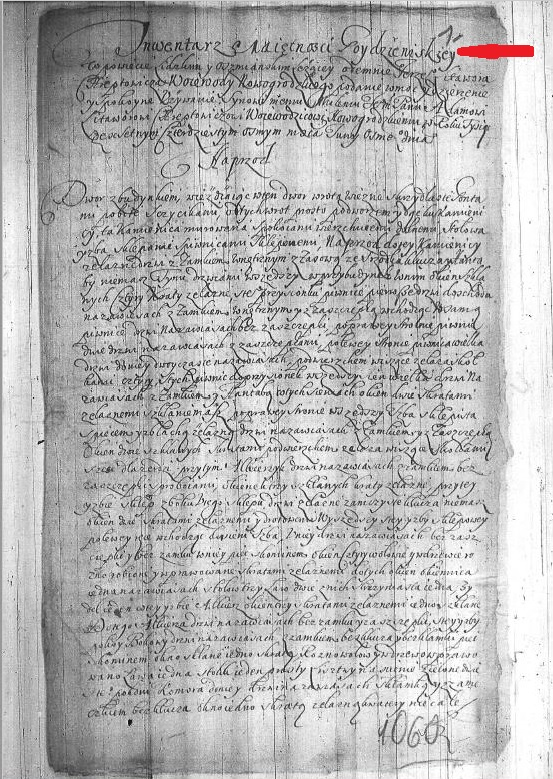
Archiwum Główne Akt Dawnych w Warszawie. Archiwum Radziwiłłów. Pierwsza strona spisu inwentarza majątku Goydzieniszky z 1648 roku.

Wieś szlachecka położona była w końcu XVIII wieku w powiecie oszmiańskim województwa wileńskiego. „Dwór Goydzieniszky” nazywał się także pobliski majątek. Inwentarz majętności spisany został w 1648 r. Dokument przechowywany jest w Archiwum Radziwiłłów, Archiwum Głównego Akt Dawnych w Warszawie. Oryginalne dokumenty z inwentarza spisanego w 1648 r., wskazują, że jeszcze w XVII w., majątek oraz pobliska kolonia zapisywane były Goydzieniszky (Gojdzieniszki). 

## Zabytki
- dwór obronny Nonhartów, 1611–1612;  Zamek Rymszów dawniej Nonhartów przedstawia obraz Napoleona Ordy. Dat.: 28 Czer. 1877. Widok od strony podjazdu. Zamek dwukondygnacjowy, z trzykondygnacjowym ryzalitem bramnym i cylindrycznymi basztami na narożach; z lewej strony parterowy budynek mieszkalny. Napis: Gojcieniszki rz. Żyzma; napis na podkładzie: Gojcieniszki G. Wileńska. Grób w Kościele Kalwińskim – Piotr Nonhart żona Mrzygłódówna Szemetowa r. 1614. Własność niegdyś Sakenów teraz Romualda Rymszy[4].                                                                                                                                                                           Historyk profesor Ryszard Kiersnowski opisuje historię Gojcieniszek w tekście Gawęda Gojcieniska: „Wśród niezbyt licznych zabytków architektury militarnej znajdujących się na północno-wschodnich Kresach Rzeczypospolitej szczególne miejsce zajmuje zameczek w Gojcieniszkach, miejscowości położonej o 45 kilometrów na południe od Wilna, dzisiaj w granicach Republiki Białoruskiej. Obiekt ten określany też jako zamek lub jako dwór obronny, jest mało znany, ledwie skrótowo notowany w przewodnikach i encyklopediach, a szkoda albowiem stanowi on nie tylko rzadki na tych ziemiach przykład niewielkiej fortyfikacji z początków XVII wieku, ale też wiąże się z niepoślednimi wątkami polskich dziejów i polskiej literatury pięknej."                                                                            Drogą sukcesji, zastawów lub kupna, a przede wszystkim w następstwie mariaży dobra Gojcieniskie przechodziły w ręce coraz to innych właścicieli. Pierwsza wzmianka pochodzi z 1562 r., gdy Gojcieniszki zostały nadane Łukaszowi Łęskiemu, łożniczemu Jego Królewskiej Mości, który w 1589 r. sprzedał dobra Sebastianowi Pakoszowi, od którego nabył około 1600 r. Piotr Nonhart horodniczy wileński, z pochodzenia Holender.  Za zasługi położone w czasie wojen batoriańskich uzyskał w 1590 r. nobilitację i polski indygenat. W latach 1611 – 1612 wybudował w Gojcieniszkach warowną rezydencję-zameczek na wzorzec zachodni. Jego córka, Zuzanna Nonhart, wniosła te dobra w posagu Jerzemu Chreptowiczowi, wojewodzie nowogródzkiemu. Następnie około 1660 r., nabył je pułkownik Wilhelm Korff, dworzanin JKM. Około 1700 r. Gojcieniszki nabyli Szretterowie. W 1753 r. jako posag Doroty Szretterówny, która poślubiła Wawrzyńca Puttkamera, stolnika inflanckiego, trafiły do Puttkamerów, po których majątek przejęła spolonizowana gałąź baronów Osten Saken. Weronika Osten Saken ok. 1835 r. wniosła dobra w posagu Adamowi Rymszy. W rękach rodziny Rymszów, wygasłej dopiero po Drugiej Wojnie Światowej, pozostawały przez pełne sto lat.  Ostatnim właścicielem Gojcieniszek był Edward Rymsza zmarły w 1937 r.[5] Uroku Gojcieniszkom dodaje fakt, że profesor Kiersnowski badając twórczość Adama Mickiewicza, doszukał się w zabytku pierwowzoru zamku Horeszków z „Pana Tadeusza” w Soplicowie. Opinię tę podziela wielu innych badaczy i pasjonatów historii tych ziem[6].  Profesor Kiersnowski zaznacza: „Gojcieniszki nie powstały jednak na całkiem surowym korzeniu. O około pół kilometra od zamku, również nad brzegiem Żyżmy znajduje się miejsce noszące potoczną nazwę ,,Stary Zamek” lub ,,Stare zamczysko”. Wypada stąd mniemać, że uprzednio istniał tam jakiś podobny obiekt przeciwstawiany w tradycji. Nie jest on jednak znany z żadnych źródeł pisanych ani też nie ma tam śladów jakiejkolwiek budowli, a widoczny jest tylko niski wał dochodzący do Żyżmy oraz niewielkie wzniesienia nadrzeczne porośnięte rzadkimi krzewami. Może to wskazywać, że było tu jakieś starsze grodzisko. Żaden archeolog nie zagłębił tam jednak łopaty, a jak zapewniają ostatnie właścicielki i mieszkanki Gojcieniszek na międzywojennych nierzadko pojawiały się wilki, czyżby zwabione zagadką tego uroczyska.”[7]

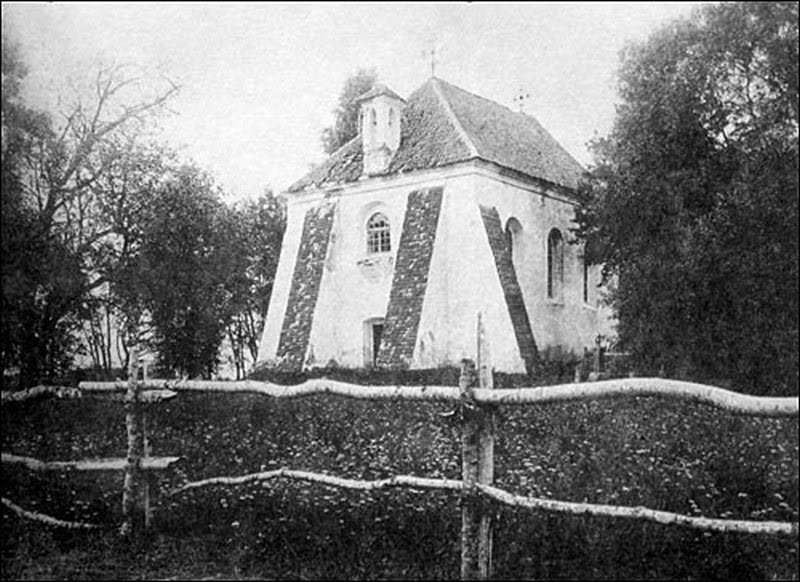
Kościół ewangelicki (kaplica grobowa Nonhartów) w Gojcieniszkach

- zbór kalwiński (ruina), 1633;Kościół ewangelicki (kaplica grobowa Nonhartów) w GojcieniszkachZuzanna, córka Piotra Nonharta w 1633 r. kilkaset metrów od zamku wzniosła zbór kalwiński. Była to budowla jednonawowa, prostokątna, ze spadzistym dachem i sygnaturką, opatrzona przy wejściu dwiema masywnymi przyporami przykrytymi łupkiem. Podziemia służyły jako nekropolia kolejnych właścicieli Gojcieniszek, w większości ewangelików od Piotra Nonharta poczynając. W czasie II WŚ zbór został splądrowany. Kaplicę rozebrano na cegłę. Dziś pozostały fragmenty ruin[8].